# 东北金鱼藻
东北金鱼藻（学名：Ceratophyllum manschuricum），为金鱼藻科金鱼藻属下的一个植物种。